# Super GT 2015
Navigation
Édition précédente Édition suivante
La saison 2015 de Super GT est la vingt-troisième saison du championnat de voitures de tourisme japonais (JGTC) organisé par la fédération japonaise et aujourd'hui renommé Super GT.

## Calendrier
| no | Date         | Événement                 | Circuit                          | Lieu     | Pays                          |
| -- | ------------ | ------------------------- | -------------------------------- | -------- | ----------------------------- |
| 1  | 5 avril      | Okayama GT (300 km)       | Circuit international d'Okayama  | Mimasaka | Préfecture d'Okayama, Japon   |
| 2  | 3 mai        | Fuji GT 1 (500 km)        | Fuji Speedway                    | Oyama    | Préfecture de Shizuoka, Japon |
| 3  | 21 juin      | Buriram GT                | Circuit international de Buriram | Buriram  | Isan, Thaïlande               |
| 4  | 9 août       | Fuji GT 2 (300 km)        | Fuji Speedway                    | Oyama    | Préfecture de Shizuoka, Japon |
| 5  | 30 août      | 43rd International 1000km | Circuit de Suzuka                | Suzuka   | Préfecture de Mie, Japon      |
| 6  | 20 septembre | Sugo GT (300 km)          | Sportsland SUGO                  | Murata   | Préfecture de Miyagi, Japon   |
| 7  | 1er novembre | Autopolis GT (300 km)     | Autopolis                        | Kamitsue | Préfecture de Oita, Japon     |
| 8  | 15 novembre  | Motegi GT (250 km)        | Twin Ring Motegi                 | Motegi   | Préfecture de Tochigi, Japon  |

## Résultats de la saison 2015
| Épreuve | Circuit                       | Date         | Catégorie | Pole Position                                   | Meilleur tour          | Vainqueur pilote                             | Vainqueur écurie          |
| ------- | ----------------------------- | ------------ | --------- | ----------------------------------------------- | ---------------------- | -------------------------------------------- | ------------------------- |
| 1       | Okayama                       | 5 avril      | GT500     | Andrea Caldarelli Ryō Hirakawa                  | Kosuke Matsuura        | Andrea Caldarelli Ryō Hirakawa               | Lexus Team KeePer TOM'S   |
| 1       | Okayama                       | 5 avril      | GT300     | André Couto Katsumasa Chiyo                     | Haruki Kurosawa        | Yuichi Nakayama Koki Saga                    | apr                       |
| 2       | Fuji                          | 3 mai        | GT500     | Andrea Caldarelli Ryō Hirakawa                  | James Rossiter         | Tsugio Matsuda Ronnie Quintarelli            | Nismo                     |
| 2       | Fuji                          | 3 mai        | GT300     | Kota Sasaki Yuichi Nakayama Koki Saga           | Kazuki Hoshino         | André Couto Katsumasa Chiyo Ryuichiro Tomita | Gainer                    |
| 3       | Buriram International Circuit | 21 juin      | GT500     | Yuji Tachikawa Hiroaki Ishiura                  | Ronnie Quintarelli     | Satoshi Motoyama Masataka Yanagida           | MOLA                      |
| 3       | Buriram International Circuit | 21 juin      | GT300     | Takeshi Tsuchiya Takamitsu Matsui               | Tomáš Enge             | Kazuki Hoshino Mitsunori Takaboshi           | NDDP Racing with B-MAX    |
| 4       | Fuji                          | 9 août       | GT500     | Yuji Tachikawa Hiroaki Ishiura                  | Yuji Tachikawa         | Daiki Sasaki Michael Krumm                   | D'station ADVAN GT-R      |
| 4       | Fuji                          | 9 août       | GT300     | Shinichi Takagi Takashi Kobayashi               | Jörg Müller            | Shinichi Takagi Takashi Kobayashi            | ARTA Honda CR-Z GT        |
| 5       | Suzuka                        | 30 août      | GT500     | Tsugio Matsuda Ronnie Quintarelli               | Kohei Hirate           | Daisuke Itō James Rossiter                   | Lexus Team Petronas TOM'S |
| 5       | Suzuka                        | 30 août      | GT300     | Hiroki Katoh Kazuho Takahashi Hiroshi Hamaguchi | Hiroki Katoh           | André Couto Katsumasa Chiyo Ryuichiro Tomita | Gainer Tanax GT-R         |
| 6       | SUGO                          | 20 septembre | GT500     | Satoshi Motoyama Masataka Yanagida              | Satoshi Motoyama       | Naoki Yamamoto Takuya Izawa                  | Raybrig NSX Concept-GT    |
| 6       | SUGO                          | 20 septembre | GT300     | Shinichi Takagi Takashi Kobayashi               | Takamitsu Matsui       | Takeshi Tsuchiya Takamitsu Matsui            | VivaC Toyota 86 MC        |
| 7       | Autopolis                     | 1er novembre | GT500     | João Paulo de Oliveira Hironobu Yasuda          | João Paulo de Oliveira | Tsugio Matsuda Ronnie Quintarelli            | Nismo                     |
| 7       | Autopolis                     | 1er novembre | GT300     | Hiroki Katoh Kazuho Takahashi                   | Koki Saga              | Kazuki Hoshino Mitsunori Takaboshi           | NDDP Racing with B-MAX    |
| 8       | Motegi                        | 15 novembre  | GT500     | Andrea Caldarelli Ryō Hirakawa                  | Juichi Wakisaka        | Andrea Caldarelli Ryō Hirakawa               | Lexus Team KeePer TOM'S   |
| 8       | Motegi                        | 15 novembre  | GT300     | Koki Saga Yuichi Nakayama                       | Yuichi Nakayama        | Koki Saga Yuichi Nakayama                    | apr                       |